# Psicolingüística

Una imagen de la parte izquierda del cerebro mostrando la broca y el wernicke.

La psicolingüística es una rama de la psicología interesada en cómo la especie humana adquiere el lenguaje y los mecanismos cognitivos que intervienen en el procesamiento de la información lingüística. Para ello estudia los factores psicológicos y neurológicos que capacitan a los humanos para la adquisición y deterioro del mismo, uso, comprensión, producción del lenguaje y sus funciones cognitivas y comunicativas.
La psicolingüística nace de los estudios del lingüista francés Gustave Guillaume (1883-1960), motivo por el cual también se la conoció a principios del siglo XX como guillaumismo. Guillaume llamó a su teoría Psicosistema y en ella vinculó los elementos lingüísticos con los psicológicos.

## Origen del término
El término psicolingüística fue acuñado en 1936 por Jacob Robert Kantor en su libro An Objective Psychology of Grammar y comenzó a utilizarse en su equipo de trabajo en la Universidad de Indiana, pero su uso terminó por volverse frecuente gracias al artículo "Language and psycholinguistics: a review", escrito en 1946 por su alumno Nicholas Pronko, donde se usaba por vez primera para hacer referencia a un campo de estudio interdisciplinario "que pudiese ser coherente", y al título de Psycholinguistics: A Survey of Theory and Research Problems, libro publicado en 1954 por Charles E. Osgood y Thomas A. Sebeok.

## Categorías de procesos psicolingüísticos
Esta disciplina analiza cualquier proceso que tenga que ver con la comunicación humana, mediante el uso del lenguaje (sea este el que sea, oral, escrito, etc.). A grandes rasgos, los procesos psicolingüísticos más estudiados pueden dividirse en dos categorías, unos llamado de codificación (producción del lenguaje), otros llamado de decodificación (o comprensión del lenguaje). Comenzando por los primeros, aquí se analizarían los procesos que hacen posible que seamos capaces de formar oraciones gramaticalmente correctas partiendo del vocabulario y de las estructuras gramaticales. Estos procesos se denominan codificación.
La psicolingüística también estudia los factores que afectan a la decodificación, o con otras palabras, las estructuras psicológicas que nos capacitan para entender expresiones, palabras, oraciones, textos, etc. La comunicación humana puede considerarse una continua percepción-comprensión-producción. La riqueza del lenguaje hace que dicha secuencia se desarrolle de varias formas. Así, dependiendo de la modalidad visual o auditiva del estímulo externo, las etapas sensoriales en percepción serán diferentes. También existe variabilidad en la producción del lenguaje, podemos hablar, gesticular o expresarnos con la escritura. Finalmente, el acceso al significado varía según si la unidad de información considerada es una palabra, una oración o un discurso.

## Generativismo y funcionalismo
Otras áreas de la psicolingüística focalizan en temas tales como el origen del lenguaje en el ser humano. Por ejemplo, en psicolingüística se trata el estudio de preguntas tales como el modo en que la gente aprende una segunda lengua, así como los procesos de adquisición lingüística en la infancia. Según Noam Chomsky, máximo exponente de la escuela generativista, los humanos tienen innata una gramática universal (concepto abstracto que abarca todas las lenguas humanas). Los funcionalistas, que se oponen a esta tesis, afirman que el lenguaje tan solo se aprende mediante el contacto social. Sin embargo, está probado científicamente que todo ser humano que no padezca ninguna enfermedad que se lo impida, tiene la innata capacidad de aprender lenguas, siempre y cuando esté expuesto a ellas durante un período suficiente. Este período se extiende considerablemente después de la pubertad. Por lo cual, un niño puede aprender rápidamente cualquier lengua, mientras que un adulto puede necesitar años para aprender una segunda o tercera lengua. También parece probado que cuantas más lenguas se sabe, resulta más sencillo aprender otra.

## Jean Piaget
Aunque Jean Piaget (1896-1980) nunca se ocupó de la escritura como tal, ni de los procesos que implica el aprendizaje de la lengua escrita, su teoría inspiró el inicio de estudios, indagaciones e investigaciones especialmente sobre los procesos que se desarrollan en el aprendizaje del lenguaje en general y de la escritura en particular; partiendo de los esquemas y fundamentos de la psicogénesis, puesto que el legado que dejó Piaget respecto al enfoque del niño se constituye en el punto de referencia obligado para cualquier psicólogo, pedagogo o lingüista que se interesa por el desarrollo del conocimiento en el ámbito de la escritura, ya que para «comprender un proceso psicológico hay que comprender su génesis». En consecuencia, la psicolingüística se origina cuando la psicología trata de analizar las funciones del lenguaje, principalmente el funcionamiento de la palabra (Ferreiro, 1999).
De esta manera, los revolucionarios cambios comentados más arriba derivaron en la creación oficial de la psicolingüística, entendida como «la disciplina científica cuyo objeto de estudio es la adquisición y uso de las lenguas naturales —comprensión y producción de enunciados orales y escritos— desde la perspectiva de los procesos mentales subyacentes».

## Técnicas de investigación en psicolingüística
La variedad de teorías existentes, el elevado número de procesos que intervienen en el lenguaje y el desarrollo de nuevas tecnologías en la investigación han propiciado un amplio abanico de técnicas metodológicas en la psicolingüística.

### Métodosa posteriori
Tareas basadas en la memorización de textos o en la respuesta a preguntas sobre textos. Entre ellas se encuentra la RSVP (presentación visual serial rápida)

### Métodos cronométricos

#### Técnicas en curso (en línea)
Consiste en el registro de los tiempos de lectura. El supuesto en que se basan es que aquellos segmentos del texto que requieren mayor número de operaciones cognitivas o mayor complejidad computacional necesitarán más tiempo para ser procesados, lo cual redunda en los tiempos de lectura.
Otra técnica de este tipo es la de seguimiento de movimientos oculares, que consiste en registrar los movimientos de los ojos del lector mientras lee las sucesivas oraciones de un texto

#### Técnicas de tiempo de decisión
Entre estas técnicas podemos encontrar la técnica de verificación de frases, la tarea de decisión léxica, la técnica de nombrado (naming), la tarea de detección y las técnicas de priming.

#### Tarea de decisión léxica (TDL)
Es la tarea más utilizada en los estudios sobre acceso léxico visual y ha mostrado ser muy fructífera para explotar los procesos mentales que subyacen a la lectura de palabras. Fue utilizada por primera vez por Rubenstein en 1970. El sujeto debe decidir si el estímulo presentado es una palabra o una no-palabra, que puede ser una no-palabra morfológicamente posible (es decir, que cumpla las reglas de formación de palabras de español, pero que por casualidad no existe, como por ejemplo planco) o imposible (bludrnt). Actualmente el uso de computadoras facilitó mucho esta tarea, ya que automatiza la manera en la que el sujeto toma la decisión (por ejemplo, apretando una tecla en vez de otra).

##### Tarea de nombrado de palabras (naming)
Se presenta una palabra en la pantalla del ordenador que el sujeto deberá pronunciar en voz alta lo más rápidamente posible.

##### Técnicas depriming
Consiste en presentar dos estímulos, cuyos comienzos están separados por un intervalo de tiempo. El primer estímulo (prime) actúa como contexto para el segundo (target). La teoría subyacente plantea que esa primera palabra puede influir en la comprensión de la segunda: por ejemplo, en una tarea de decisión léxica, se puede agregar un priming para activar en el léxico mental del sujeto un campo semántico, y luego presentar una no-palabra morfológicamente similar a una palabra perteneciente a ese mismo campo semántico.

### Métodos observacionales y descriptivos
Consisten en el registro del resultado de la producción del lenguaje. Así, dentro de estos métodos encontramos el análisis de los errores en la producción espontánea del habla o el estudio de las pausas del habla.

## Percepción del habla
La percepción del habla intenta describir los mecanismos por los que nuestro cerebro es capaz de traducir una señal acústica que varía continuamente en función de numerosos parámetros, en una representación lingüística discreta y estable.
En el ámbito teórico existen dos formas de resolver la falta de invariancia y segmentación del habla. Por un lado, los modelos que defienden que dicho problema se resuelve a un nivel pre-léxico y por otro lado, los modelos que defienden que la señal se proyecta más o menos directamente en el léxico.

### La hipótesis preléxica
Los modelos basados en la hipótesis pre-léxica presuponen que el sistema perceptivo va a emplear «ventanas» de procesamiento en las que estabilizaría la información.
Es decir, los procesos preléxicos transformarían la señal acústica en una representación lingüística (preléxica) para que se pueda dar el acceso al léxico propiamente dicho.
Dentro de este grupo estarían modelos como la teoría motora de la percepción del habla, el modelo de rasgos invariantes o el modelo conexionista TRACE.

#### La teoría motora de la percepción del habla
Esta teoría postula que la percepción del habla no se realiza directamente a partir de la señal acústica, sino haciendo referencia a los gestos articulatorios abstractos.
Esta teoría ha sido el punto de referencia básico de la gran mayoría de estudios sobre la percepción del habla.

#### El modelo TRACE
Según este modelo, un conjunto de detectores de rasgos se encargaría de identificar directamente en la señal del habla información que correspondería de una forma bastante aproximada a lo que los lingüistas han descrito como rasgos distintivos.

### La hipótesis del acceso directo
Los modelos basados en esta hipótesis defienden que la señal del habla se proyecta de forma continua en el léxico mental, por lo que la percepción del habla se resolvería en un mismo estadio de procesamiento.
Estos modelos suelen solventar el problema de la segmentación de la señal asumiendo que el sistema perceptivo humano toma muestras de la señal cada n milésimas de segundo y que esta información es la que contacta directamente con el léxico.

#### El modelo de cohorte
Según este modelo, diseñado por Marslen-Wilson, la selección en el léxico mental está determinada sobre todo por el inicio de la palabra.

#### La teoría de la percepción directa
Propuesta por Pisoni, esta teoría defiende que la percepción del habla no se lleva a cabo por medio de mecanismos específicos del lenguaje, sino a partir de los mecanismos generales de la percepción auditiva y el léxico mental formaría parte de la memoria episódica general del sujeto.

## Reconocimiento visual de palabras
Operaciones que tienen que ver con el procesamiento de la forma de la palabra más que con su significado.

### Modelos teóricos

#### Modelo de logogén
El modelo del logogén fue desarrollado por John Morton entre las décadas de 1960 y de 1970, y a rasgos generales se trata de un modelo interactivo y directo. Plantea un efecto clave de contexto en el reconocimiento de palabras, lo que implica una mayor rapidez en el proceso respecto de modelos anteriores, y la existencia de información de entrada sin completar.
La unidad básica de este modelo es el logogén: un mecanismo que acumula información sensorial proveniente tanto de una fuente visual como auditiva y, cuando es suficiente para que una palabra se halle disponible como respuesta, salta el umbral de reconocimiento (la cantidad de pruebas necesarias para que la respuesta se vuelva disponible). Cuando el estímulo que recibe es imperfecto (por ejemplo, es interferido por un sonido externo, o la palabra tiene una letra ilegible), la probabilidad de acierto en la respuesta dada estará directamente relacionada con la frecuencia del estímulo presentado. Mientras más frecuente sea el estímulo, más bajo es su umbral de reconocimiento, y consecuentemente más rápido se hace su reconocimiento.
Morton plantea una diferencia entre el procesamiento de la palabra aislada y el de la palabra en contexto, ya que en el primer caso solamente se depende de la información sensorial, mientras que en el segundo caso el contexto puede suprimir información negativa. Los datos provenientes del contexto como los datos provenientes del estímulo actúan de manera combinada, directa y aditivamente.

#### Modelo de búsqueda
Este modelo se apoya en una metáfora bibliotecaria: las palabras hay que buscarlas en la memoria de forma serial, como cuando buscamos una palabra en un diccionario. Se trata de un modelo indirecto, serial, autónomo, constituido por etapas discretas donde la información fluye de forma unidireccional.
El modelo de búsqueda más conocido es de Forster (1976). Plantea un acceso en dos etapas para el reconocimiento de palabras, con un archivo principal y archivos de acceso periféricos. El primero se trata de un léxico donde está almacenada toda la información acerca de las palabras, y los segundos se tratan de módulos organizados en cuanto al tipo de información sensorial ingresada: existe un archivo de acceso periférico ortográfico, otro fonológico y otro semántico-sintáctico. Dentro de estos archivos periféricos, las palabras están agrupadas por su frecuencia.
La conexión entre el archivo principal y los archivos de acceso periféricos está dada por un puntero que indica la entrada en el archivo principal que corresponde a las propiedades del estímulo. Forster plantea también un sistema de referencias cruzadas, a partir del cual es posible acceder desde la entrada de una palabra a la entrada de otra semánticamente relacionada sin volver al archivo principal.
La búsqueda se realiza entonces a través de una comparación sucesiva entre el estímulo, a partir de una de sus propiedades, y la lista interna del archivo periférico. Si el estímulo es una palabra, la búsqueda será terminal hasta encontrar la correspondencia; si es una no palabra, la búsqueda será exhaustiva.
El otro modelo de búsqueda importante es el de Butterworth, que plantea un modelo de acceso en dos etapas para la producción. En la primera etapa, se accede al léxico semántico, y en la segunda se accede al léxico fonológico, donde se conformarán las cadenas de fonemas conocidas por el hablante.

#### Modelos conexionistas
Constituyen los modelos más influyentes en la actualidad.

#### Otros modelos
Existen otros modelos, como el modelo de activación-verificación, un modelo híbrido que comparte supuestos seriales e interactivos; el modelo de cohorte (basado en el mismo modelo en modalidad auditiva); y el modelo bimodal de activación interactiva.

### Efectos léxicos encontrados

#### Efecto de frecuencia léxica
Las palabras que aparecen más veces en los textos y con las que tenemos, por tanto, más experiencia se reconocen más deprisa que aquellas otras de baja frecuencia.

#### Efecto de lexicalidad
Se necesita más tiempo para rechazar una serie de letras que no forman palabra que para decir «sí» a una palabra.

#### Efecto de la longitud
Las palabras más largas se leen más despacio.

#### Efecto de priming
Los tiempos de reconocimiento de una palabra son modificados si va precedida por un contexto o prime (palabra, frase, texto) que mantiene algún tipo de relación con ella.

## Otras ciencias del lenguaje
- Lingüística
- Neuropsicología
- Ciencia cognitiva